# Arménie orientale

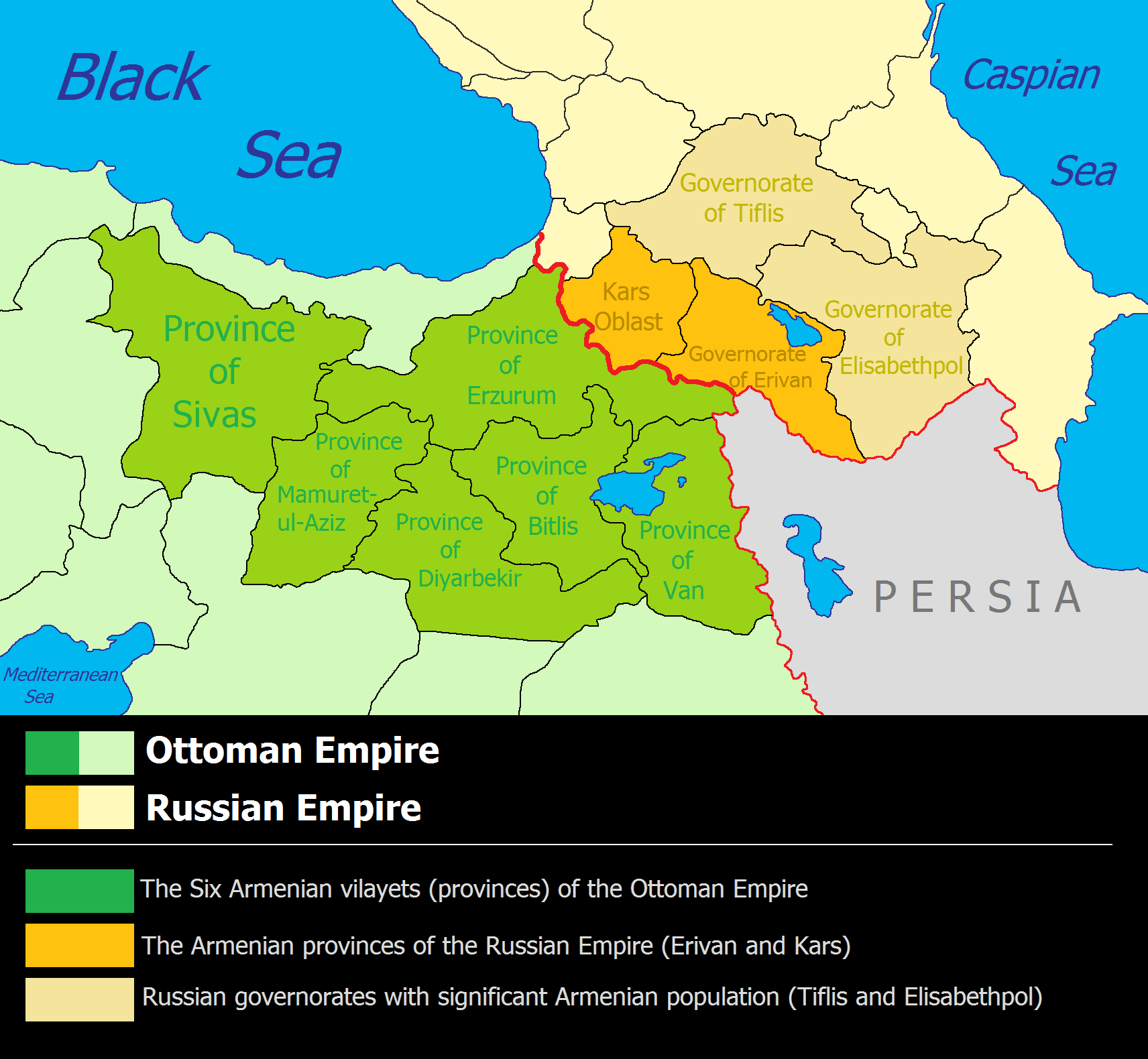
Carte de l'Arménie orientale.

L'Arménie orientale, en opposition à l'Arménie occidentale, correspond à l'est du territoire historique arménien, Arménie perse puis russe. Cette région coïncide grosso modo avec la république arménienne actuelle. C'est dans cette partie de l'Arménie que se développa l'arménien oriental.